# Abbott-Detroit
Pour les articles homonymes, voir Abbott et Detroit.
Abbott-Detroit est un constructeur automobile américain actif entre 1909 et 1919.

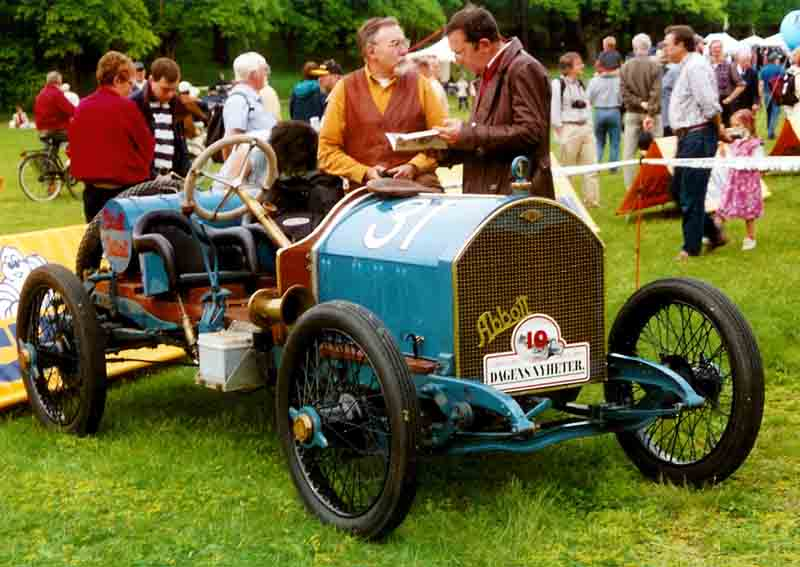
Une Abbott-Detroit.